# Mazurki (Gończyce)
Mazurki – część wsi Gończyce w Polsce, położona w województwie mazowieckim, w powiecie garwolińskim, w gminie Sobolew.
W latach 1975–1998 Mazurki administracyjnie należały do województwa siedleckiego.